# Barbara Hannigan

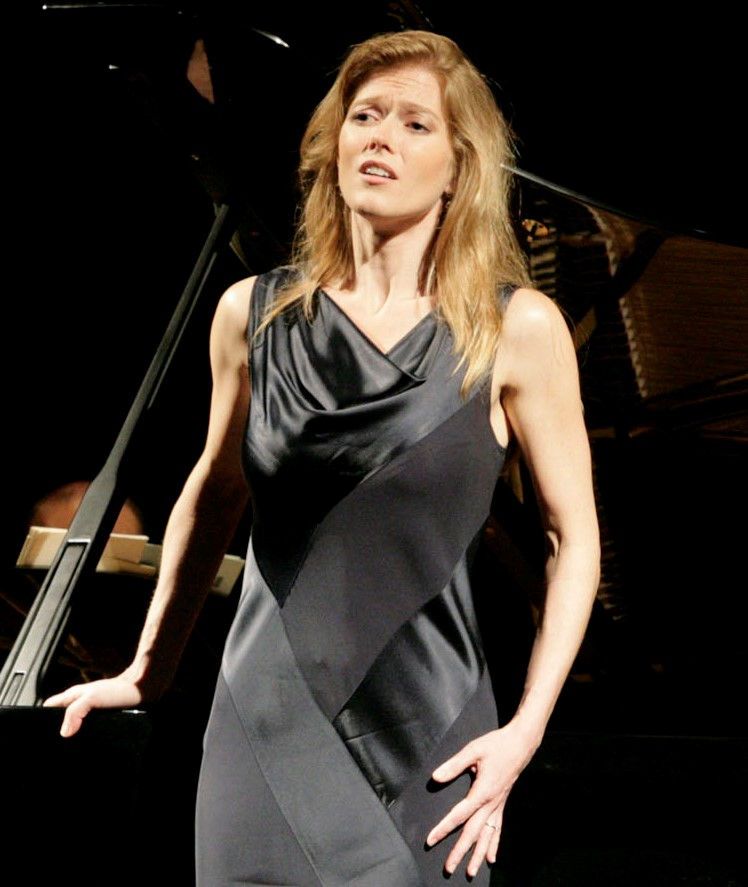
Barbara Hannigan 2008

Barbara Hannigan (geboren am 8. Mai 1971 in Waverley, Nova Scotia) ist eine kanadische Sopranistin und Dirigentin.

## Ausbildung
Hannigan wuchs in einer musikalischen Familie auf und wurde bereits in ihrer Heimatgemeinde von Musiklehrern gefördert: “Every household had a piano, so I just got into music and singing.” („Jeder Haushalt hatte ein Klavier, deshalb begeisterte ich mich eben für Musik und Gesang.“) Mit 17 ging sie nach Toronto, wo sie bei Mary Morrison studierte. 1993 erlangte sie den Bachelor of Music an der University of Toronto, 1998 ebendort den Master of Music. Sie setzte ihre Ausbildung am Banff Centre for the Arts, am Steans Institute for Young Artists beim Ravinia Festival sowie am Centre d’arts Orford und am Koninklijk Conservatorium Den Haag fort. Zu ihren Lehrern zählten u. a. Meinard Kraak und Neil Semer.

## Sängerin
Hannigan gilt als exemplarische Interpretin zeitgenössischer Musik. Ihre erste Uraufführung sang sie bereits mit 17 Jahren, ihre 75. im Jahr 2011. Darunter waren
- Writing to Vermeer, Oper von Louis Andriessen (2000)[5][6]
- One, Kammeroper von Michel van der Aa (2002)
- Auf der Suche nach meinem Gesicht, Liederzyklus von Friedrich Cerha (2007)
- Songs aus Esstal I, II et III von Philippe Schoeller (2013)
- New Songs von Michael Berkeley nach Gedichten von Ian McEwan (2013).

In den Jahren 2004 bis 2007 entstanden vier Händel-Aufnahmen für Naxos, drei davon mit dem Frankfurter Barockorchester unter Joachim Carlos Martini. Bei den Salzburger Festspielen debütierte Hannigan 2004 in György Ligetis Requiem. 2010 sang sie bei den Osterfestspielen Ligetis Mysteries of the Macabre und 2013 bei den Sommerfestspielen Alban Bergs Drei Bruchstücke für Gesang und Orchester aus Wozzeck (op. 7) – beide Konzerte wurden von den Berliner Philharmonikern unter Sir Simon Rattle bestritten. Aufmerksamkeit erregte die Sängerin 2009 mit dem Sopransolo in Luca Francesconis Etymo für Sopran, Elektronik und Kammerorchester nach Texten von Charles Baudelaire, welches sie mit dem Ensemble intercontemporain unter Leitung von Susanna Mälkki in Helsinki und beim Lucerne Festival sang und für Kairos aufnahm. 2010 übernahm sie die Titelpartie in Strawinskys Le rossignol, mit den Berliner Philharmonikern unter Pierre Boulez konzertant in der Berliner Philharmonie aufgeführt. 2011 lud Boulez sie zu seiner Tournee mit dem Ensemble intercontemporain ein, die seinem Pli selon pli für Orchester und Sopran gewidmet war. Hannigan sang auch mit dem London Symphony Orchestra, dem New York Philharmonic Orchestra, dem Symphonieorchester des Bayerischen Rundfunks, dem Cleveland Orchestra und dem Orchestre National de France.
Hannigan gilt als Ligeti-Spezialistin und hat neben weiteren Werken dessen Mysteries of the Macabre mehrfach gesungen und – ab 2011 – zugleich dirigiert und gesungen.  Eine langjährige Zusammenarbeit verbindet sie mit dem irischen Komponisten Gerald Barry, der 2007 die einaktige Oper La plus forte (nach Strindbergs Den starkare) eigens für sie schrieb. Sie sang 2005 die Gabi in der Uraufführung von Barrys The Bitter Tears of Petra von Kant und 2012 die Cecily Cardew in der konzertanten Europäischen Erstaufführung von Barrys The Importance of Being Earnest.
Europaweit erfolgreich war die Uraufführung von George Benjamins Oper Written on Skin im Juli 2012 beim Festival d’Aix-en-Provence, inszeniert von Katie Mitchell und dirigiert vom Komponisten. Diese Produktion wurde schließlich 2013 unter anderem auch in London und Paris gezeigt sowie – dirigiert von Kent Nagano – bei den Festivals von Wien und München. Hannigan, die die weibliche Hauptrolle Agnès sang, bekam Standing Ovations und wurde in der Kritikerumfrage der Zeitschrift Opernwelt für die Gestaltung dieser Rolle zur Sängerin des Jahres gewählt.
Ähnlich erfolgreich ist Hannigan seit 2009 im Konzertsaal mit Henri Dutilleux’ Werk für Orchester und Stimme Correspondances nach Texten von Rainer Maria Rilke, Solschenizyn, Prithwindra Mukherjee und Vincent van Gogh. Der Komponist schrieb eigens für sie eine Neufassung des Schlussstückes, das auch in der Aufnahme der Deutschen Grammophon zu hören ist. Sie sang das Sopransolo 2009 in Bergen, Haugesund und Dortmund, 2010 im Palais des Beaux-Arts de Bruxelles und in Liège, 2011 mit dem NHK-Sinfonieorchester unter Pablo Heras-Casado in Tokio, 2013 schließlich auch in der Berliner Philharmonie, der Pariser Salle Pleyel und im Amsterdamer Concertgebouw.
2014 beeindruckte die Künstlerin in Fausto Romitellis Videooper An Index of Metals im Theater an der Wien und verkörperte die Marie in Zimmermanns Die Soldaten an der Bayerischen Staatsoper  – „mit totaler darstellerischer und stimmlicher Hingabe, die Spannbreite ihres Timbres ist atemberaubend. Ohne sich in den Vordergrund zu spielen, bildet[e] sie den szenischen und musikalischen Fixpunkt des Abends.“
2017 sang sie die Rolle der Ophelia in Brett Deans Oper Hamlet bei der Uraufführung des Glyndebourne Festivals.  An der Staatsoper München sang sie die Rolle der Gerda in der englischsprachigen Erstaufführung von Hans Abrahamsens Oper Snedronningen (Die Schneekönigin, Snow Queen); kurz zuvor hatte sie diese Rolle auch in der Uraufführung am 13. Oktober 2019 in Kopenhagen gesungen.

## Dirigentin
2010 debütierte Hannigan als Dirigentin am Théâtre du Châtelet in Paris mit Strawinskys Renard. Seitdem leitete sie unter anderem die Göteborger Symphoniker, die London Sinfonietta und die Accademia Nazionale di Santa Cecilia in Rom, das WDR Rundfunkorchester Köln, das Orchestra della Toscana und das Orquestra Gulbenkian in Lissabon. Auch als Dirigentin legt die Künstlerin ihren Schwerpunkt auf die Musik des 20. und 21. Jahrhunderts.

## Persönliches
Hannigan war mit dem niederländischen Theaterregisseur Gijs de Lange verheiratet und lebte in Amsterdam. Das Paar erarbeitete 2006 gemeinsam eine Produktion von The Mikado für die Nationale Reisopera in den Niederlanden. Aktuell ist sie mit dem Schauspieler Mathieu Amalric liiert und lebt in Frankreich.

## Auszeichnungen
- 2013 Sängerin des Jahres, Opernwelt – für Benjamins Written On Skin
- 2013 Gramophone Award in der Kategorie Contemporary – für Dutilleux' Correspondances
- 2014 Victoires de la musique classique – für Dutilleux' Correspondances
- 2018 Rolf-Schock-Preis
- 2018 Juno Award Classical Album of the Year – Vocal or Choral Performance – für Crazy Girl Crazy (zusammen mit dem Ludwig Orchestra)
- 2019 Juno Award Classical Album of the Year – Vocal or Choral Performance – für Vienna: Fin de siècle (zusammen mit Reinbert de Leeuw)
- 2020 Glashütte Original MusikFestspielPreis
- 2025 Polar Music Prize

## Wesentliche Opernproduktionen als Sängerin
- 2004 Jan van de Puttes Wet Snow (U) – Holland Festival
- 2005 Gabi in Gerald Barrys The Bitter Tears of Petra Von Kant (U) – English National Opera, London
- 2008–2010 Elle in Pascal Dusapins Passion, in einer Giuseppe-Frigeni-Inszenierung in Straßburg, Rouen, Paris und Luxemburg sowie 2010–2012 in einer Sasha-Waltz-Inszenierung in Paris, Lille und Brüssel
- 2009–2011 Gepopo in György Ligetis Le Grand Macabre – Théâtre de la Monnaie, Brüssel, anschließend am Gran Teatre del Liceu, Barcelona
- 2009 The Woman in Kris Defoorts The House of the Sleeping Beauties (U) – Brüssel
- 2011–2013 Titelpartie in Toshio Hosokawas Matsukaze – Brüssel, dann am Grand théâtre de la ville de Luxembourg und an der Staatsoper Unter den Linden, Berlin
- 2012–2013 Agnès in George Benjamins Written on Skin (U) – Festival d’Aix-en-Provence, danach am Théâtre du Capitole in Toulouse, am Royal Opera House Covent Garden in London, bei den Wiener Festwochen, den Münchner Opernfestspielen und an der Opéra-Comique in Paris
- 2012 Titelpartie in Alban Bergs Lulu, Brüssel
- 2013 Titelpartie in Kaija Saariahos Emilie – Teatro Nacional de São Carlos, Lissabon
- 2014 Marie in Bernd Alois Zimmermanns Soldaten – Bayerische Staatsoper München
- 2017 Lulu in Alban Bergs Lulu, Hamburg
- 2018 Isabel in George Benjamins Lessons in Love and Violence (U) – Royal Opera Covent Garden London
- 2019 Gerda in Hans Abrahamsens Sneedronningen (U) / Snow Queen (Erstaufführung) / Schneekönigin - Königliche Oper Kopenhagen; Bayerische Staatsoper

## Diskographie (Auswahl)
Die Opernproduktionen Signor Goldoni, One, Le Grand Macabre und Written On Skin sind als DVDs erschienen, The House of the Sleeping Beauties und Written On Skin als CDs. Weitere Aufnahmen:
- Henri Dutilleux: Correspondances, Dirigent Esa-Pekka Salonen, Deutsche Grammophon 2012 (Erstaufnahme)
- Harry Freedman: Spirit Song. Centrediscs 2012
- Händel: Gideon. Frankfurter Barockorchester, Dirigent: Joachim Carlos Martini, Naxos 2004
- Händel: L’Allegro, il Penseroso ed il Moderato. Frankfurter Barockorchester, Dirigent: Joachim Carlos Martini, Naxos 2005
- Händel: Rinaldo. Aradia Baroque Orchestra, Dirigent: Kevin Mallon, Naxos 2006
- Händel: Tobit. Frankfurter Barockorchester, Dirigent: Joachim Carlos Martini, Naxos 2007
- György Ligetis Requiem und Apparitions, mit Susan Parry, WDR Rundfunkchor Köln, SWR Vokalensemble Stuttgart, San Francisco Polyphony, WDR Sinfonieorchester Köln, Dirigent: Péter Eötvös, Budapest Music BUAE 2012
- Bart Visman: Sables, Oxygène nach Gedichten von Saskia Macris (U), Limburgs Symphony Orchestra, Dirigent: Ed Spanjaard; Live-Mitschnitt bei Etcetera 2008

## Nachweise
1. ↑  Ivan Hewett:  Barbara Hannigan: 'You must go all the way' In: Telegraph, 25. September 2011. Abgerufen am 4. März 2014
2. ↑  The Spellbinding Ms Hannigan. Archiviert vom Original (nicht mehr online verfügbar) am 26. September 2015; abgerufen am 4. August 2019.  Info: Der Archivlink wurde automatisch eingesetzt und noch nicht geprüft. Bitte prüfe Original- und Archivlink gemäß Anleitung und entferne dann diesen Hinweis.
3. ↑  Cynthia Macdonald:  Barbara Hannigan In: UofT Magazine, 2004. Abgerufen am 4. März 2014
4. ↑  Shirley Apthorp:  In the premiere league In: Financial Times, 23. September 2011. Abgerufen am 2. März 2014
5. ↑  Maja Trochimczyk: „Writing to Vermeer: A View of a ‚Filmic‘ Opera“ (Kapitel 12). In: Maja Trochimczyk (Hrsg.): The Music of Louis Andriessen. Routledge (Taylor & Francis), New York City, ISBN 0-8153-3789-2, S. 259.
6. ↑  Bernard Holland: The Chaos Outside Vermeer’s Quiet Rooms. In: New York Times, 13. Juli 2000, abgerufen am 2. März 2014
7. ↑  Peter Wells: Rezension der Aufnahme von Gideon (Naxos 8.557312-13), MusicWeb International review, 4. August 2004
8. ↑  Robert Levine: Rezension der Aufnahme von Rinaldo (Naxos 8.660165-67) (Memento des Originals vom 18. November 2011 im Internet Archive)  Info: Der Archivlink wurde automatisch eingesetzt und noch nicht geprüft. Bitte prüfe Original- und Archivlink gemäß Anleitung und entferne dann diesen Hinweis., ClassicsToday.com
9. ↑  Raymond Tuttle: Rezension der Aufnahme von Tobit (Naxos 8.570113-14), Classical.net, 2007
10. ↑  Steve Smith:  Classical Recordings: Of Minimalism, Avant-Garde and Beethoven's Sonatas In: New York Times, 29. Juni 2008. Abgerufen am 4. März 2014
11. ↑  Shirley Apthorp:  In the premiere league In: Financial Times, 23. September 2011. Abgerufen am 2. März 2014
12. ↑  Gerald Barry: The Performer's Perspective. Archiviert vom Original (nicht mehr online verfügbar) am 26. September 2015; abgerufen am 4. August 2019.  Info: Der Archivlink wurde automatisch eingesetzt und noch nicht geprüft. Bitte prüfe Original- und Archivlink gemäß Anleitung und entferne dann diesen Hinweis.
13. ↑  Tom Service:  The Bitter Tears of Petra von Kant (Coliseum, London) In: The Guardian, 16. September 2005. Abgerufen am 2. März 2014
14. ↑  Andrew Clements:  The Importance of Being Earnest – review (Barbican, London) In: The Guardian, 27. April 2012. Abgerufen am 2. März 2014
15. ↑  Andrew Clements:  Written on Skin – review (Grand Théâtre de Provence, Aix-en-Provence) In: The Guardian, 8. Juli 2012. Abgerufen am 2. März 2014
16. ↑  Radikale Frischzellenkur für die Ohren (Memento des Originals vom 14. Februar 2014 im Internet Archive)  Info: Der Archivlink wurde automatisch eingesetzt und noch nicht geprüft. Bitte prüfe Original- und Archivlink gemäß Anleitung und entferne dann diesen Hinweis.. In: Kurier, 31. Januar 2014, abgerufen am 2. März 2014
17. ↑  Juan Martin Koch: Das Verstörungspotenzial eines Klassikers: Kirill Petrenko und Andreas Kriegenburg triumphieren mit Bernd Alois Zimmermanns „Die Soldaten“ an der Bayerischen Staatsoper, Neue Musikzeitung (online), 26. Mai 2014
18. ↑  Gina Thomas: „Hamlet“ in Glyndebourne: Shakespeare, frisch gepresst, ohne Kerne. Rezension der Uraufführungsproduktion. In: FAZ, 15. Juni 2017, abgerufen am 23. Oktober 2017.
19. ↑  Bayerische Staatsoper: The Snow Queen. Archiviert vom Original (nicht mehr online verfügbar) am 3. Dezember 2019; abgerufen am 24. November 2020.  Info: Der Archivlink wurde automatisch eingesetzt und noch nicht geprüft. Bitte prüfe Original- und Archivlink gemäß Anleitung und entferne dann diesen Hinweis.
20. ↑  28 Minuten - (21.02.2019). Archiviert vom Original (nicht mehr online verfügbar) am 31. März 2019; abgerufen am 31. März 2019 (französisch).  Info: Der Archivlink wurde automatisch eingesetzt und noch nicht geprüft. Bitte prüfe Original- und Archivlink gemäß Anleitung und entferne dann diesen Hinweis.

| Personendaten    | Personendaten                         |
| ---------------- | ------------------------------------- |
| NAME             | Hannigan, Barbara                     |
| KURZBESCHREIBUNG | kanadische Sopranistin und Dirigentin |
| GEBURTSDATUM     | 8. Mai 1971                           |
| GEBURTSORT       | Waverley, Neuschottland, Kanada       |